# Andretta
Andretta község (comune) Olaszország Campania régiójában, Avellino megyében.

## Fekvése
A megye keleti részén fekszik. Határai: Bisaccia, Cairano, Calitri, Conza della Campania, Guardia Lombardi és Morra De Sanctis. A település az Ofanto folyó völgyére néző egyik dombon épült ki.

## Története
A területén végzett régészeti kutatások során bronzkori, valamint szamnisz és római leleteket találtak. Első írásos említése 1124-ből származik.  A következő századokban nemesi birtok volt. A 19. században nyerte el önállóságát, amikor a Nápolyi Királyságban felszámolták a feudalizmust.

## Népessége
A népesség számának alakulása:

## Fő látnivalók
- Santa Maria del Mattino-szentély
- Santa Maria Assunta-templom